# Distrito de Kaberamaido
Kabermaido es un distrito situado en Uganda, más precisamente al este de dicho país. Como otros distritos de Uganda, su nombre es igual al de su ciudad capital, la ciudad de Kaberamaido. Tenía una población de 122.924 personas según el censo del año 2002.

## Población
Kaberamaido pertenece junto con los distritos vecinos de Katakwi, Soroti y Kumi a Teso, una subregión habitada principalmente por nilóticos y grupos como los iteso y los kumam. Kaberamaido es la principal región que habita el grupo étnico kumam.
- Datos: Q1229906